# Porto Ceresio
Porto Ceresio – miejscowość i gmina we Włoszech, w regionie Lombardia, w prowincji Varese.
Według danych na rok 2004 gminę zamieszkiwało 3068 osób, 613,6 os./km².

## Miasta partnerskie
- Augustów